# Gare de Barca
La gare de Barca est une gare ferroviaire slovaque, située dans le quartier de Barca de la ville de Košice .

## Histoire
La gare de Barca est mise en service le 5 juillet 1860, lors de l'ouverture à l'exploitation de la ligne qui la dessert.